# Jim Clark (wioślarz)
Richard James Scott „Jim” Clark (ur. 15 lipca 1950) – brytyjski wioślarz, srebrny medalista olimpijski i trzykrotny medalista mistrzostw świata.

## Kariera
Wystąpił na igrzyskach olimpijskich w Monachium w 1972, zajmując siódme miejsce w czwórkach bez sternika. Na rozgrywanych cztery lata później igrzyskach olimpijskich w Montrealu startował w ósemkach. Osada Wielkiej Brytanii w składzie: Richard Lester, John Yallop, Tim Crooks, Hugh Matheson, David Maxwell, Jim Clark, Fred Smallbone, Lenny Robertson i Patrick Sweeney (sternik) zdobyła srebrny medal, plasując się o 2,53 sekundy za osadą NRD i o 2,69 sekundy przed osadą Nowej Zelandii. Brał też udział w igrzyskach olimpijskich w Moskwie w 1980, gdzie był czwarty w dwójkach podwójnych. Brytyjczycy przegrali tam walkę o podium z osadą Czechosłowacji o 2,06 sekundy. 
W ósemkach zdobył również srebrny medal na mistrzostwach świata w Lucernie (1974). Ponadto wspólnie z Chrisem Baillieu zajmował drugie miejsce w dwójkach bez sternika na mistrzostwach świata w Amsterdamie (1977) i mistrzostwach świata w Cambridge (1978).
Po zakończeniu kariery pracował jako nauczyciel oraz trener wioślarstwa. Trenował między innymi Beryl Mitchell podczas igrzysk olimpijskich w Los Angeles w 1984.
Jego żona, Lin Clark, także była wioślarką.